# Антонио Итурбе
Антонио Итурбе (на испански: Antonio Iturbe) е испански журналист и писател на произведения в жанра исторически роман, хумор и детска литература.

## Биография и творчество
Антонио Гонсалес Итурбе е роден на 7 март 1967 г. в Сарагоса, Испания. Семейството му се мести в Барселона, където израства в пристанищния квартал Барселонета. Завършва през 1991 г. специалност информационни науки в Автономния университет на Барселона. Заедно със следването си работи на различни временни места, включително като журналист в „Televisió de Ciutat Vella“, част от зараждаща се местна телевизионна мрежа на Барселона.
След дипломирането си създава безплатното списание „Gratix“ и е негов ръководител. През 1993 г. става координатор на телевизионната добавка на „El Periódico“, после е редактор на филмовото списание „Fantastic Magazine“. През 1996 г. се включва в културното списание „Qué Leer“, където е главен редактор, после заместник-директор и от 2008 г. е негов директор. Сътрудничи и на други медии като „Protagonistas“, „Ona Catalana“, „La Cope“ и др., както и към културните приложения на вестници като „La Vanguardia“ и „Avui“. В разгара на икономическа еуфория той остро критикува превръщането на Барселона в тематичен парк за туризъм.
Първият му роман „Rectos torcidos“ (Криво прав) е издаден през 2005 г. и е хумористичен роман. В него главният герой е жител на Барселонета и създава уникален бизнес: превръща универсални литературни класики в ролки тоалетна хартия за четене. Автор е на детската криминална поредица „Случаите на инспектор Сито и Чин Ми Едо“, като първата книга от нея, „Un ayudante de mucha ayuda“ (Много полезен помощник), е публикувана през 2008 г.
През 2012 г. е издаден романът му „Библиотекарката от Аушвиц“. Той е истинската история на 14-годишната Дита Полахова, четиринайсетгодишно чешко момиче, депортирано с родителите си в концентрационния лагер „Аушвиц“. Там тя среща учителят евреин Фреди Хирш, който организира тайно училище за момчета, а тя се грижи за най-малката нелегална обществена библиотека състояща се от 8 книги, чието притежание се наказва със смърт. Сред ужаса на газовите камери, нечовешките условия, глада, мръсотията и студа, тя не губи желанието си да живее и да чете, а книгите стават нейният източник на сила за оцеляване. През 2013 г. книгата получава наградата „Троа“ за романи с ценности. Романът е преведен на над 30 езика по света.
През 2014 г. стартира нова поредица от детски книги „Остров Сусу“. Главният герой е любопитно момиче, което живее на остров, където необикновените неща не спират да се случват.
В романа си „A cielo abierto“ (Открито небе) от 2017 г. описва подвизите като пилот на създателя на „Малкият принц“ на Антоан дьо Сент-Екзюпери. За него е удостоен с наградата „Biblioteca Breve“.
През годините е бил преподавател за магистърска степен по културна журналистика в Автономния университет в Мадрид и магистърска степен по издателски практики в Автономния университет в Барселона. Преподавал е лекции като гост-професор във факултетите по журналистика на университета Бланкерна, Отворения университет на Каталуния и университета Абат Олиба, както и към Асоциацията „Мигел Флета“. Член е на комисията за подбор на библиотеките в Барселона и е бил президент на Асоциацията на културните журналисти на Каталуния.
Антонио Итурбе живее със семейството си в Барселона.

## Произведения

### Самостоятелни романи
- Rectos torcidos (2005)[2]
- Días de sal (2008)
- La bibliotecaria de Auschwitz (2012)[1]
Библиотекарката от Аушвиц, изд.: ИК „Изток-Запад“, София (2020), прев. Мариана Китипова
- A cielo abierto (2017)
- La playa infinita (2021)

### Детска литература

#### Серия „Случаите на инспектор Сито и Чин Ми Едо“ (Los casos del inspector Cito y Chin Mi Edo)
1. Un ayudante de mucha ayuda (2008)[2]
2. El caso de la momia desaparecida (2008)
3. El visitante nocturno (2009)
4. Un día en las carreras (2009)
5. Una investigación por los pelos (2010)
6. Misterio en el mundial de Fútbol (2010)
7. Año nuevo en China (2011)
8. Intriga en la fábrica de paraguas (2011)
9. Un misterio muy magnético (2012)
10. Pásalo de miedo (2012)
11. Un jardín en el fondo del mar (2014)
12. ¡Silencio, se rueda! (2014)
13. Que vienen los turistas (2015)

#### Серия „Остров Сусу“ (La isla de Susú)
1. Un jardín en el fondo del mar (2014)
2. Un secreto en el aire (2015)